# Graptolity
Graptolity (†Graptolithina, z gr. graptos – pisany + lithos – kamień) – wymarła gromada zwierząt zaliczanych do półstrunowców. Żyły w okresie od kambru do wczesnego karbonu.
Szkielet tych zwierząt zbudowany był z substancji białkowej ułożonej w półpierścieniowate pasemka tzw. fuzellusy. Tworzyły kolonie zwane rabdozomem, pojedyncze osobniki w rabdozomie osłonięte były zewnętrznym szkieletem chitynowym w kształcie rurek zwanych tekami. Pierwsza taka kolonia, tzw. sikula, mieściła osobnika, który powstawał na drodze płciowej. Kolejne osobniki kolonii rozwijały się przez pączkowanie. Teki poszczególnych osobników układały się w gałązki, tworząc kolonie o różnych kształtach – proste lub powyginane czy spiralne wstęgi, kolonie siateczkowate, liściaste lub drzewkowate.
Dwa główne rzędy graptolitów to dendroidy i graptolity właściwe. Dendroidy tworzyły wielogałązkowe, przypominające koronę drzew (stąd nazwa) kolonie osiadłe (bentos osiadły) i występowały od kambru po wczesny karbon. Ich znaczenie jako skamieniałości przewodnich jest znikome, z wyjątkiem dolnego ordowiku, dla którego są główną grupą przewodnią (obok konodontów). Graptolity właściwe występowały od ordowiku do wczesnego dewonu, miały kolonie utworzone przez niewielką liczbę gałązek, przy czym w czasie ewolucji widać tendencję do ich redukcji (od 32 we wczesnym ordowiku do 1 w sylurze i dewonie). U zwierząt tych nie obserwuje się stoloteki i biteki. Były organizmami planktonicznymi, zasiedlającymi górne partie otwartych mórz i oceanów i są główną skamieniałością przewodnią przez cały okres swego istnienia. Jednocześnie ich masowe nagromadzenia sugerują warunki głębokowodne dla osadów, w których występują.

## Systematyka
Graptolity początkowo zaliczane były do jamochłonów, jednak w 1948 roku polski paleontolog Roman Kozłowski badając ordowickie graptolity z krzemieni (chalcedonitów) występujących w Górach Świętokrzyskich, wykazał pokrewieństwo graptolitów z żyjącymi obecnie pióroskrzelnymi i zaliczył do typu półstrunowców.
Graptolity obejmują następujące rzędy :
- Dendroidea (dendroidy)
- Tuboidea
- Camaroidea
- Stolonoidea
- Crustoidea
- Graptoloidea (graptolity właściwe)

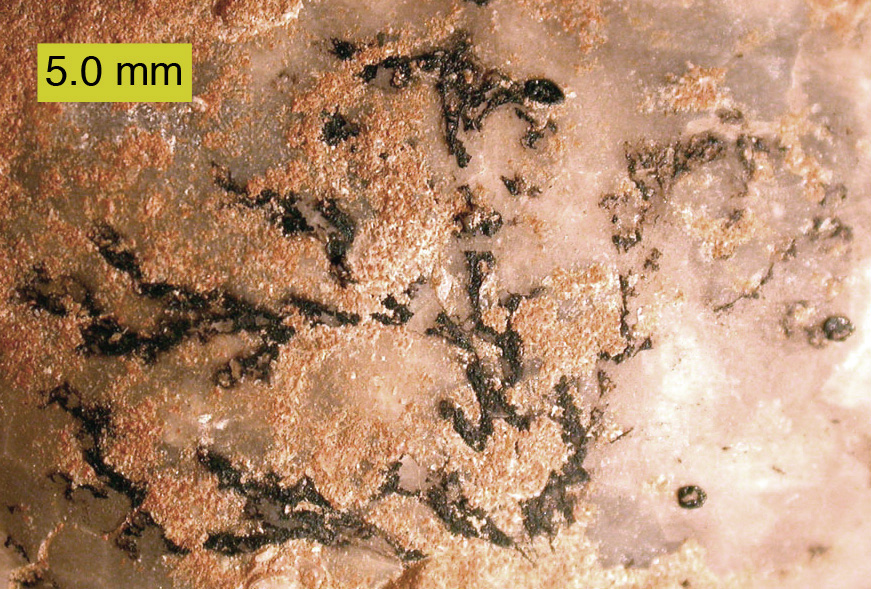
Thallograptus sphaericola